# Ágios Theódoros Skarínou
Pour les articles homonymes, voir Ágios Theódoros.
Ágios Theódoros Skarínou (grec moderne : Άγιος Θεόδωρος Σκαρίνου) est un village de Chypre de plus de 663 habitants.